# Liste des dirigeants de l'Église vieille-orthodoxe pomore
Liste des dirigeants de l'Église vieille-orthodoxe pomore
L'Église vieille-orthodoxe pomore est dirigée au niveau de chaque pays par des Conseils nationaux et des Commissions spirituelles.

## Conseil de l'Église vieille-orthodoxe pomore en Russie
Российский совет Древлеправославная Поморская Церковь (РС ДПЦ)
Présidents
- Oleg Ivanovitch Rozanov (aujourd'hui, depuis 1989)

## Conseil de l'Église vieille-orthodoxe pomore en Lettonie
Présidents
- Alexy Karatayev (aujourd'hui)

## Conseil de l'Église vieille-orthodoxe pomore en Estonie
Présidents
- Zosimus S. Iodkine (1995-1998)
- Pavel Grigoryevitch Varounine (depuis 1998)

## Conseil de l'Église vieille-orthodoxe pomore en Lituanie
Conseil suprême des vieux-orthodoxes (Vilnius)
1925-1939 Organe dirigeant de l'Église en Pologne.
1944 Restauration comme organe dirigeant en Lituanie.
Présidents
- Arseny Pimenov (1925-1939)
- Boris Pimenov (7 janvier 1939-septembre 1939) (1er mandat)
- Boris Pimenov (1943-1944) (2e mandat)
- Ivan Romanov (1944-1948)
- Fyodor Kouznetsov (1948-1965)
- Iosif Nikitine (1965-1969)
- Ivan Iegorov (1969-1993)
- Vladimir Vassiliev (1993-1998)
- Evstignei Nikitine (1998-2001)
- Andreï Kartachev (2001-2002)
- Nikolaï Pilnikov (1995-aujourd'hui) (en opposition jusqu'en 2002)

Conseil central des vieux-orthodoxes (Kaunas)
1922-1944 Organe dirigeant de l'Église en Lituanie.
1940 Suspension du fonctionnement.
1942 Restauration.
1944 Fusion dans le Conseil suprême (Vilnius).
Présidents
- Vassili Prozorov (1922-1934)
- Anatoly Efremov (1934-2 avril 1938)
- Ivan Prozorov (22 avril 1938-1940)
- Boris Leonov (1942-1944)

## Conseil de l'Église vieille-orthodoxe pomore en Biélorussie
Présidents
- Piotr Alexandrovitch Orlov (2001-aujourd'hui)

## Conseil de l'Église vieille-orthodoxe pomore en Pologne
Staroprawosławną Cerkiew Pomorską w RP
Présidents
- Timothy Filippov (1983-1993)
- Leonid V. Pimenov (1984-2000) (Président honoraire)
- Theodosius Lazarevitch Novitchenko (1993-2002)
- Vassily (Vaclav) A. Yafichov (15 septembre 2002-juillet 2006)
- Mieczyslaw Kaplanov (depuis juillet 2006)